# Lissodendoryx styloderma
Lissodendoryx styloderma är en svampdjursart som beskrevs av Jörn Hentschel 1914. Lissodendoryx styloderma ingår i släktet Lissodendoryx och familjen Coelosphaeridae. Inga underarter finns listade i Catalogue of Life.